# Caledopteryx maculata
Caledopteryx maculata är en trollsländeart som beskrevs av Winstanley och Davies 1982. Caledopteryx maculata ingår i släktet Caledopteryx och familjen Megapodagrionidae. IUCN kategoriserar arten globalt som livskraftig. Inga underarter finns listade i Catalogue of Life.